# 김영천
김영천(金永千, 1914년~2000년 8월 7일)은 대한민국 제11, 12대 법무부차관이다.

## 생애
전라남도 장성군 남면에서 태어난 김영천은 1933년 보통문관시험에 합격한데 이어 1936년에 조선변호사시험에 합격하였다. 부인 김미영과 사이에 김어진과 김하진 형재가 있다. 공직에서 물러나면서 청조근정 훈장을 받았다. 
대상그룹 창업주 임대홍의 셋째 남동생 임수홍의 장남 임병선을 사위로 맞은 김영천은 법무부 차관으로 재직하던 1960년 10월2일 출근 준비를 하다가 한국전쟁 때 행방불명됐던 친동생이 자신을 찾아오자 자수를 강권했으나 동생이 "잠시 생각할 시간을 달라"고 하자 즉각 경찰에 신고했다.

## 경력
- 1945년 서울지방검찰청 검사
- 1949년 2월 3일 ~ 1951년 8월 28일 제2대 광주지방검찰청 검사장
- 1954년 대검찰청 검사
- 1955년 광주고등검찰청 검사장
- 1956년 법무무 법무국장
- 1960년 7월 1일 ~ 1960년 9월 29일 제11대 법무부 차관
- 1960년 9월 29일 ~ 1962년 3월 18일 제12대 법무부 차관
- 1962년 5월 7일 ~ 1963년 5월 6일 제4대 광주고등검찰청 검사장
- 1963년 5월 4일 ~ 1964년 1월 3일 대검찰청 차장검사
- 1963년 12월 31일 ~ 1964년 3월 15일 제6대 광주고등검찰청 검사장
- 1964년 3월 17일 ~ 1971년 8월 23일 제8대 서울고등검찰청 검사장
- 1971년 8월 24일 ~ 1973년 4월 2일 대검찰청 차장검사
- 1973년 헌법위원회 상임위원